# بوب باريت (لاعب كرة قاعدة)
بوب باريت (بالإنجليزية: Bob Barrett) هو لاعب كرة قاعدة أمريكي، ولد في 27 يناير 1899 في أتلانتا في الولايات المتحدة، وتوفي بنفس المكان في 18 يناير 1982.

## وصلات خارجية
- بوب باريت على موقعبيزبول رفرنس.كوم (الدوري الرئيسي) (الإنجليزية)
- بوب باريت على موقعبيزبول رفرنس.كوم (الدوري الثانوي) (الإنجليزية)
- بوب باريت على موقع جمعية أبحاث البيسبول الأمريكية (الإنجليزية)